# 長老 (キリスト教)
キリスト教でいう長老（ちょうろう）は、教会の職制。
長老制をとるプロテスタントの教会においては、ギリシア語: "πρεσβυτερος"の訳語として用いられる。
正教会では通常、"πρεσβυτερος"は司祭を意味し、「長老」はロシア語: "стáрец"、ギリシア語: "Γέρων"の訳語として用いられるが、日本正教会訳聖書においては"πρεσβυτερος"に長老との訳語が当てられているケースもある。

## プロテスタントの職制としての長老
長老制教会の職制。長老会を構成することが主たる職務。希に、ルター派や改革派の福音主義教会やバプテスト派の教会でも長老を置くことがある。

### 治会長老
牧会長老とも。通常、単に長老といわれる職務。教会員の選挙で選ばれる。牧師と共に牧会の責任、及び、牧師の説教において教理が正しく解かれているかを吟味する責任を負う。

### 宣教長老
牧師、伝道師などの教役者（教職者）のこと。治会長老と共に長老会を構成する。長老会議長は、通例主任牧師が務める。

## エホバの証人の長老
エホバの証人では、長老とは会衆を教えるよう巡回監督に任命された男性信者のことである。監督とも呼ばれる。各会衆の長老は「長老団」を形成している。「長老団」の何人かはその会衆を監督するよう巡回監督に任命されている。長老には調整者（旧称：「主宰監督」）、書記、奉仕監督の職がある。エホバの証人にとって、長老は役職名であり、称号や肩書きではない。彼らは無給であり、他の信者は長老に出資しないようにしている。彼らは長老の職務を、聖書で言及されている「年長者」（「長老」）、「監督」（「司教・主教」）、「牧者」（「牧師」）と同じであると考えている。彼らは「長老」、「司教」、「牧師」という語の一般的な意味が彼らの主張と違った意味になっているため、そう呼ばないようにしている。
会衆の長老はこの仕事で金銭的な報酬を受けない。エホバの証人の統治体は長老を直接任命するわけではないが、信者たちは、巡回監督や、エホバの証人の事務所の理事として奉仕する前に、長老として任命を受けなければならない。旅行する監督は非宗教的な仕事をせずに、わずかな払戻金を受ける。 